# Bestuurlijke indeling van Zwitserland

Kantons

De bestuurlijke indeling van Zwitserland verschilt, door het federale karakter, per kanton, zodat er twee tot vier bestuurslagen bestaan, afhankelijk van het kanton. 

## Kanton
De huidige structuur en organisatie van Zwitserland gebaseerd op een bondstaat bestaande uit Kantons (Kanton/Canton/Chantun) is gebaseerd op de Bondsgrondwet van 1848. Zwitserland bestaat uit 26 kantons van zeer verschillende omvang (van 37 tot 7.105 km², van 15.000 en 1.200.000 inwoners). Ieder kanton heeft een eigen grondwet, een eigen regering, een eigen parlement, eigen gerechten en een eigen politie. De kantonale parlementen, vaak aangeduid als Grote Raad (Grosser Rat), bestaan uit een kamer. De leden van de regeringsraden (Regierungsräte) worden door de bevolking gekozen.
|  | AG | Aargau - Aarau                        |  | GR | Graubünden - Chur           |  | SO | Solothurn - Solothurn                         |
|  | AR | Appenzell Ausserrhoden - Herisau      |  | JU | Jura - Delémont             |  | TG | Thurgau - Frauenfeld                          |
|  | AI | Appenzell Innerrhoden - Appenzell     |  | LU | Luzern - Luzern             |  | TI | Ticino (Duits: Tessin) - Bellinzona           |
|  | BL | Basel-Landschaft - Liestal            |  | NE | Neuchâtel - Neuchâtel       |  | UR | Uri - Altdorf                                 |
|  | BS | Bazel-Stad - Bazel                    |  | NW | Nidwalden - Stans           |  | VS | Wallis (Frans: Valais) - Sion (Duits: Sitten) |
|  | BE | Bern - Bern                           |  | OW | Obwalden - Sarnen           |  | VD | Vaud - Lausanne                               |
|  | FR | Fribourg (Duits: Freiburg) - Fribourg |  | SG | Sankt Gallen - Sankt Gallen |  | ZG | Zug - Zug                                     |
|  | GE | Genève (Duits: Genf) - Genève         |  | SH | Schaffhausen - Schaffhausen |  | ZH | Zürich - Zürich                               |
|  | GL | Glarus - Glarus                       |  | SZ | Schwyz - Schwyz             |  |    |                                               |

## Districten
Een deel van de kantons heeft als deel van het kantonbestuur de districten ingesteld. In Bern betreft het zelfs twee niveaus, zowel de Bestuursregio (Verwaltungsregio/Région administrative) als het Bestuursdistricten (Verwaltungskreis/Arrondissement administrative). In de overige kantons waar districten bestaan worden deze aangeduid als (Bezirk, Amt, Ambtsbezirk, Landesteil, District, Distretto). De districten hebben geen eigen volksvertegenwoordiging.

## Gemeenten
De gemeente (Gemeinde/Commune/Comune) is de kleinste, van vele bestuurlijke bevoegdheden voorziene, bestuurseenheid. In 2014 kende Zwitserland 2352 gemeenten. Sinds 1999 is de gemeente in de grondwet verankerd, artikel 50 garandeert de gemeentelijke autonomie. Hoe gemeenten zijn ingericht en welke bevoegdheden zij hebben, is per kanton verschillend.
Een deel van de gemeenten, in het bijzonder de steden, een gemeentelijk parlement, andere gemeenten werken met vergaderingen van alle burgers.